# ISPS Handa Premiership 2019-20
La ISPS Handa Premiership 2019-20 fue la décima sexta edición del máximo torneo futbolístico de Nueva Zelanda. Fue la cuarta vez consecutiva en contar con 10 equipos. El 18 de marzo la Asociación de Fútbol de Nueva Zelanda anunció que no jugará más por la pandemia de coronavirus que viven en Nueva Zelanda y el Auckland City FC que era líder fue declarado campeón.
La temporada comenzó el 1 de noviembre de 2019 y culminó el 18 de marzo de 2020.

## Equipos participantes
| Equipo                  | Ciudad       | Estadio               | Capacidad | Entrenador                       | Ingreso |
| ----------------------- | ------------ | --------------------- | --------- | -------------------------------- | ------- |
| Auckland City FC        | Auckland     | Kiwitea Street        | 3250      | José Figueira                    | 2004    |
| Canterbury United       | Christchurch | English Park          | 9000      | Lee Padmore                      | 2004    |
| Eastern Suburbs         | Auckland     | Riverhills Park       | 5000      | Danny Hay                        | 2016    |
| Hamilton Wanderers      | Hamilton     | Porritt Stadium       | 5000      | Kale Herbert                     | 2016    |
| Hawke's Bay United      | Napier       | Bluewater Stadium     | 5000      | Chris Greatholder Bill Robertson | 2004    |
| Southern United FC      | Dunedin      | Sunnyvale Park        | 1000      | Paul O'Reilly                    | 2004    |
| Tasman United           | Nelson       | Trafalgar Park        | 18000     | Jess Ibrom                       | 2016    |
| Team Wellington         | Wellington   | David Farrington Park | 2250      | Scott Hales                      | 2004    |
| Waitakere United        | Waitakere    | Trusts Stadium        | 4900      | Chris Milicich                   | 2004    |
| Wellington Phoenix Res. | Wellington   | Jerry Collins Stadium | 1900      | Paul Temple                      | 2014    |

## Clasificación
Actualizado el 18 de Marzo de 2020.
| Pos. | Equipo                  | PJ | PG | PE | PP | GF | GC | DG  | Pts. | Clasificado a                    |
| ---- | ----------------------- | -- | -- | -- | -- | -- | -- | --- | ---- | -------------------------------- |
| 1    | Auckland City FC (C)    | 16 | 11 | 4  | 1  | 42 | 15 | +27 | 37   | Campeón y Liga de Campeones 2021 |
| 2    | Team Wellington         | 16 | 10 | 4  | 2  | 36 | 15 | +21 | 34   | Liga de Campeones 2021           |
| 3    | Waitakere United        | 16 | 8  | 3  | 5  | 35 | 32 | +3  | 27   |                                  |
| 4    | Eastern Suburbs         | 16 | 6  | 4  | 6  | 33 | 26 | +7  | 22   |                                  |
| 5    | Tasman United           | 16 | 6  | 2  | 8  | 27 | 26 | +1  | 20   |                                  |
| 6    | Hamilton Wanderers      | 16 | 6  | 2  | 8  | 24 | 39 | -15 | 20   |                                  |
| 7    | Southern United FC      | 16 | 5  | 4  | 7  | 25 | 38 | -13 | 19   |                                  |
| 8    | Wellington Phoenix Res. | 16 | 4  | 6  | 6  | 30 | 32 | -2  | 18   |                                  |
| 9    | Hawke's Bay United      | 16 | 4  | 3  | 9  | 32 | 44 | -12 | 15   |                                  |
| 10   | Canterbury United       | 16 | 2  | 4  | 10 | 19 | 36 | -17 | 10   |                                  |

## Resultados
|                         | ACT | CUD | ESR | HWN | HBU | SUN | TUN | TWN | WUN | WPR |
| ----------------------- | --- | --- | --- | --- | --- | --- | --- | --- | --- | --- |
| Auckland City           | -   | 5-1 | 0-0 | 3-1 | 4-2 | -   | 2-1 | 2-2 | -   | 3-2 |
| Canterbury United       | 0-3 | -   | 1-6 | 1-3 | 2-2 | 2-1 | 2-0 | 1-2 | 1-2 | 1-1 |
| Eastern Suburbs         | 0-2 | 1-0 | -   | 3-0 | 4-2 | 6-0 | -   | 2-3 | 1-1 | 2-2 |
| Hamilton Wanderers      | 0-5 | -   | 3-0 | -   | 2-1 | 1-1 | 3-3 | 1-0 | 3-2 | 2-4 |
| Hawke's Bay United      | 2-3 | 2-1 | 3-3 | -   | -   | 3-4 | 2-0 | -   | 4-2 | 0-2 |
| Southern United         | 0-0 | 2-1 | 2-4 | 4-0 | 2-2 | -   | 0-3 | 0-1 | 2-1 | -   |
| Tasman United           | 2-1 | -   | 2-0 | 2-3 | 3-1 | 5-0 | -   | 1-0 | 0-2 | 1-1 |
| Team Wellington         | 0-0 | 2-1 | 4-1 | 5-1 | 4-0 | 6-1 | 3-1 | -   | -   | 2-2 |
| Waitakere United        | 2-6 | 1-1 | 1-0 | 3-0 | 5-2 | 2-5 | 3-2 | 1-1 | -   | 3-1 |
| Wellington Phoenix Res. | 0-3 | 3-3 | -   | 2-1 | 3-4 | 1-1 | 3-1 | 0-1 | 3-4 | -   |

## Goleadores
| Pos. | Jugador                | Equipo                    | Goles |
| ---- | ---------------------- | ------------------------- | ----- |
| 1    | Myer Bevan             | Auckland City FC          | 15    |
| 2    | Martín Bueno           | Eastern Suburbs           | 11    |
| 3    | Dane Schnell           | Waitakere United          | 11    |
| 4    | Ahinga Selemani        | Hawke's Bay United        | 10    |
| 5    | Hamish Watson          | Team Wellington           | 8     |
| 6    | Garbhan Coughlan       | Southern United FC        | 8     |
| 7    | Jean-Philippe Saïko    | Tasman United             | 8     |
| 8    | Derek Tieku            | Hamilton Wanderers        | 8     |
| 9    | Ben Waine              | Wellington Phoenix Res.   | 7     |
| 10   | Joel Stevens           | Southern United FC        | 6     |
| 11   | Alex Connor-McLean     | Waitakere United          | 6     |
| 12   | Rory McKeown           | Team Wellington           | 6     |
| 13   | Ollie Bassett          | Team Wellington           | 6     |
| 14   | Jack-Henry Sinclair    | Team Wellington           | 6     |
| 15   | Ahmed Othman           | Wellington Phoenix Res.   | 6     |
| 16   | Ihaia Denaley          | Hawke's Bay United        | 5     |
| 17   | Reid Drake             | Eastern Suburbs           | 5     |
| 18   | George King            | Canterbury United         | 5     |
| 19   | Byron Heath            | Wellington Phoenix Res.   | 5     |
| 20   | Tommy Semmy            | Hamilton Wanderers        | 4     |
| 21   | Jake Porter            | Waitakere United          | 4     |
| 22   | Cameron Howieson       | Auckland City FC          | 4     |
| 23   | Cody Brook             | Southern United FC        | 4     |
| 24   | Adam Thurston          | Eastern Suburbs           | 4     |
| 25   | Xavier Pratt           | Hamilton Wanderers        | 4     |
| 26   | Stephen Hoyle          | Eastern Suburbs           | 3     |
| 27   | Dylan Sacramento       | Hawke's Bay United        | 3     |
| 28   | Dylan Manickum         | Auckland City FC          | 3     |
| 29   | Sam Burfoot            | Waitakere United          | 3     |
| 30   | Aaron Clapham          | Canterbury United         | 3     |
| 31   | Blake Driehuis         | Wellington Phoenix Res.   | 3     |
| 32   | Emiliano Tade          | Auckland City FC          | 3     |
| 33   | Sho Goto               | Hawke's Bay United        | 3     |
| 34   | Angus Kilkolly         | Team Wellington           | 3     |
| 35   | Jesse Randall          | Tasman United             | 3     |
| 36   | Jake Butler            | Hamilton Wanderers        | 3     |
| 37   | Fox Slotemaker         | Tasman United             | 3     |
| 38   | Christian Gray         | Eastern Suburbs           | 2     |
| 39   | Lachie McIsaac         | Waitakere United          | 2     |
| 40   | Bill Robertson         | Hawke's Bay United        | 2     |
| 41   | Benjamin Watson        | Tasman United             | 2     |
| 42   | Danny Ledwith          | Southern United FC        | 2     |
| 43   | Gerard Garriga Gibret  | Waitakere United          | 2     |
| 44   | Andrew Cromb           | Southern United FC        | 2     |
| 45   | Logan Rogerson         | Auckland City FC          | 2     |
| 46   | Jorge Akers            | Hawke's Bay United        | 2     |
| 47   | Clayton Lewis          | Auckland City FC          | 2     |
| 48   | Sam Sutton             | Wellington Phoenix Res.   | 2     |
| 49   | Cameron Mackenzie      | Southern United FC        | 2     |
| 50   | Jordan Vale            | Auckland City FC          | 2     |
| 51   | Riley Bidois           | Wellington Phoenix Res.   | 2     |
| 52   | George Ott             | Hamilton Wanderers        | 2     |
| 53   | Abdulla Al-Kasily      | Southern United FC        | 2     |
| 54   | Calum Ferguson         | Canterbury United Dragons | 2     |
| 55   | João Moreira           | Team Wellington           | 2     |
| 56   | Matthew Tod-Smith      | Tasman United             | 2     |
| 57   | Gavin Hoy              | Hawke's Bay United        | 2     |
| 58   | Lachlan Brooks         | Tasman United             | 2     |
| 59   | Nicolas Zambrano       | Waitakere United          | 2     |
| 60   | Brian Kaltack          | Auckland City FC          | 2     |
| 61   | Jack Duncan            | Waitakere United          | 1     |
| 62   | Marko Stamenic         | Team Wellington           | 1     |
| 63   | Joshua Ryan Signey     | Hawke's Bay United        | 1     |
| 64   | Mohammed Awad          | Eastern Suburbs           | 1     |
| 65   | Juan Chang             | Canterbury United         | 1     |
| 66   | Andrew Bevin           | Team Wellington           | 1     |
| 67   | Gary Hooper            | Wellington Phoenix Res.   | 1     |
| 68   | Harris Zeb             | Canterbury United         | 1     |
| 69   | Maro Bonsu-Maro        | Auckland City FC          | 1     |
| 70   | Rahyan Carlson-Du Toit | Waitakere United          | 1     |
| 71   | David Eric Browne      | Auckland City FC          | 1     |
| 72   | Mario Bilen            | Auckland City FC          | 1     |
| 73   | Sam Mason-Smith        | Team Wellington           | 1     |
| 74   | Nathanael Hailemariam  | Team Wellington           | 1     |
| 75   | Ángel Berlanga         | Auckland City FC          | 1     |
| 76   | Dylan de Jong          | Eastern Suburbs           | 1     |
| 77   | Sean Liddicoat         | Canterbury United         | 1     |
| 78   | Stephen Sprowson       | Wellington Phoenix Res.   | 1     |
| 79   | Conor O'Keeffe         | Southern United FC        | 1     |
| 80   | Cory Vickers           | Tasman United             | 1     |
| 81   | Ben Old                | Wellington Phoenix Res.   | 1     |
| 82   | Stephen Last           | Southern United FC        | 1     |
| 83   | Reece Dalton           | Canterbury United         | 1     |
| 84   | Jama Boss              | Tasman United             | 1     |
| 85   | Cory Mitchell          | Canterbury United         | 1     |
| 86   | Michael Built          | Eastern Suburbs           | 1     |
| 87   | Kelvin Kalua           | Eastern Suburbs           | 1     |
| 88   | Jacob Richards         | Canterbury United         | 1     |
| 89   | Jack Parker            | Hawke's Bay United        | 1     |
| 90   | Ben Stroud             | Canterbury United         | 1     |
| 91   | Mario Ilich            | Auckland City FC          | 1     |
| 92   | Taylor Schrijvers      | Team Wellington           | 1     |
| 93   | Sam Wilson             | Tasman United             | 1     |
| 94   | Callan Elliot          | Wellington Phoenix Res.   | 1     |
| 95   | Jacob Mechell          | Eastern Suburbs           | 1     |
| 96   | Alfie Rogers           | Auckland City FC          | 1     |
| 97   | Joe Harris             | Hamilton Wanderers        | 1     |
| 98   | Tom Doyle              | Auckland City FC          | 1     |
| 99   | Tom Schwarz            | Canterbury United         | 1     |
| 100  | Thilo Wilke            | Hamilton Wanderers        | 1     |
| 101  | Adam Hewson            | Southern United FC        | 1     |
| 102  | Kingsley Sinclair      | Eastern Suburbs           | 1     |
| 103  | Stafford Dowling       | Eastern Suburbs           | 1     |
| 104  | Alec Solomons          | Eastern Suburbs           | 1     |
| 105  | Luke Searle            | Waitakere United          | 1     |
| 106  | Luke Tongue            | Canterbury United         | 1     |